# Stade Van Roy
 (mars 2025).
Si vous disposez d'ouvrages ou d'articles de référence ou si vous connaissez des sites web de qualité traitant du thème abordé ici, merci de compléter l'article en donnant les références utiles à sa vérifiabilité et en les liant à la section « Notes et références ».
Le stade Van Roy (en néerlandais : Van Roystadion) est un stade de football situé dans la commune de Denderleeuw dans la Province de Flandre orientale.
L’enceinte abrite les rencontres à domicile de deux clubs: le FC Verbroedering Dender EH (Jupiler Pro League), et le SK Terjoden-Welle (Promotion).

## Histoire
Jusqu’en 2011, l’enceinte porte le nom de « Stade Florent Beeckman » (en néerlandais : Florent Beeckmanstadion). C’est sous cette appellation que le site connaît deux saisons de Division 1.
Jusqu’en 2005, le stade héberge les rencontres du FC Denderleeuw.

### Sources et liens externes
- (nl) Article du journal « Het Nieuwsblad » informant du change d’appellation du stade (Edition du 07/06/2011)